# Gerhard Göschel
Gerhard Göschel (geboren 1940 in Wiener Neustadt) ist ein bildender Künstler.

## Leben und Wirken

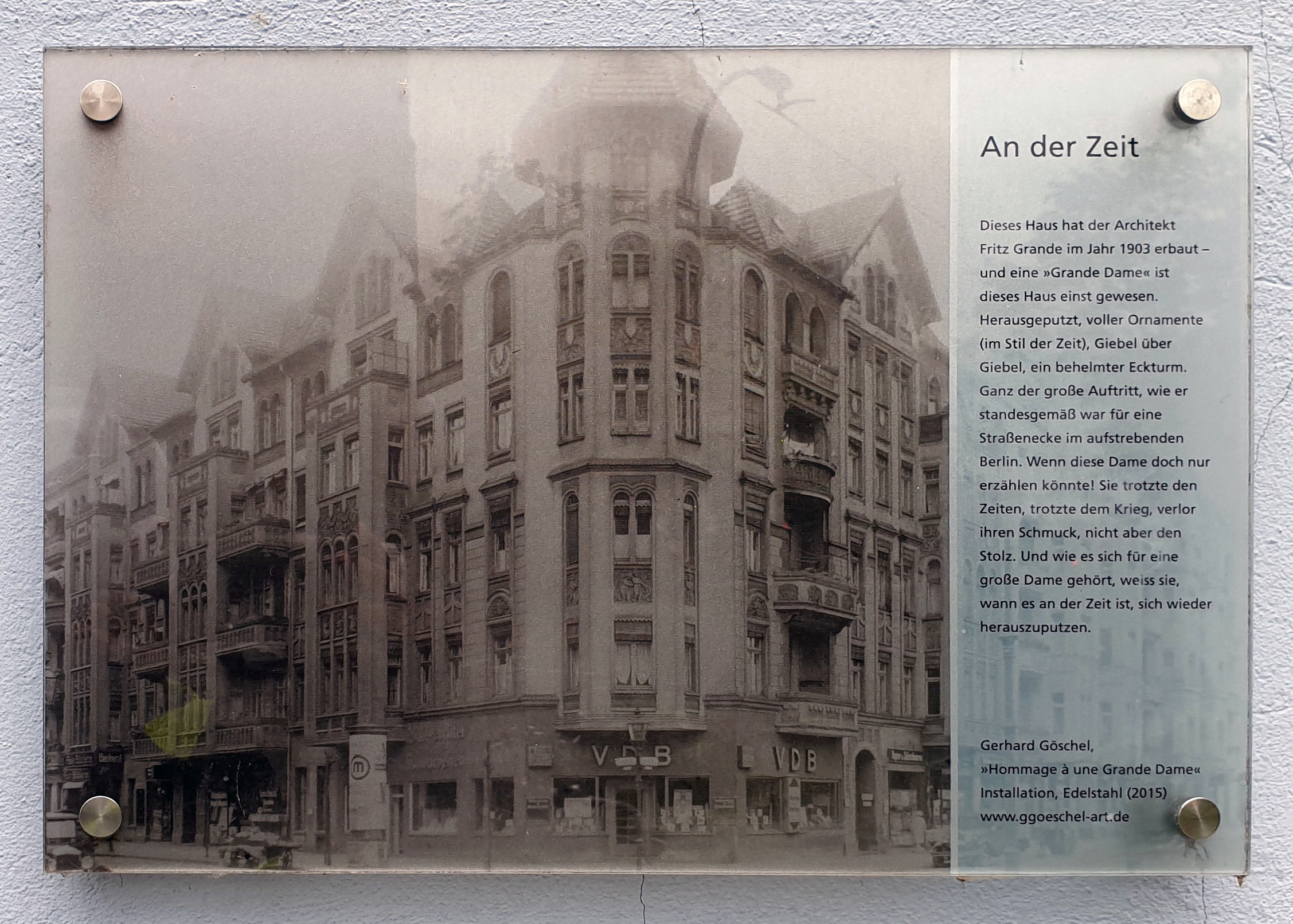
Gedenktafel am Haus, Alt-Moabit 83C, in Berlin-Moabit

Göschel wurde während des Zweiten Weltkriegs im damals zu Deutschland gehörenden Wiener Neustadt geboren. Er wuchs anschließend in Franken auf. Nach der Schule studierte er an verschiedenen Kunsthochschulen. So besuchte er die Akademie der Bildenden Künste Nürnberg, die Staatliche Hochschule für Bildende Künste – Städelschule in Frankfurt am Main und die Hochschule für Bildende Künste in Berlin.
Von 1994 bis 2000 lebte Gerhard Göschel im sogenannten Künstlerhaus Hamburg-Bergedorf, einem unter anderem durch die Kulturbehörde Hamburgs und die Reemtsma-Stiftung geförderten Projekt. Anschließend zog er mit seiner Frau nach Zollchow in die Gemeinde Milower Land im Westen des Landes Brandenburg, wo er sich einen Dreiseithof als Wohn- und Wirkungsstätte ausbaute. Auf dem sogenannten Kunsthof Galm finden wiederholt kulturelle Veranstaltungen wie Ausstellungen und Musikaufführungen statt. Zusammen mit dem Komponisten Jörn Arnecke gründete Gerhard Göschel die Galmer Hofkultur. Diese Kulturveranstaltung findet seit 2000 im Spätsommer auf dem Kunsthof Galm statt.

## Ausstellungen
- Botanischer Garten Hamburg
- Künstlerhaus Hamburg-Bergedorf
- Zitadelle Spandau
- Villa Oppenheim
- Bildungszentrum der Techniker Krankenkasse in Hayn (seit 2000 Dauerausstellung)
- Produzentengalerie M in Potsdam
- ART-Brandenburg in Brandenburg an der Havel
- Galerie am Dom in Brandenburg an der Havel
- Kunsthalle Brennabor in Brandenburg an der Havel[1]
- Kulturzentrum in Rathenow
- Neuen Galerie in Waldstadt
- Schlosspark Caputh
- Museumshaus „Im Güldenen Arm“, Potsdam
- Gotisches Haus, Berlin-Spandau
- Schloss Ribbeck

## Installationen
In der Kirche St. Nikolai in Spandau gestaltete Göschel das Schleierwerk der neu eingebauten Orgel. Im Innenhof des Sitzes der Techniker Krankenkasse in Karlsruhe befindet sich eine von ihm geschaffene sechsteilige Arbeit aus Edelstahl. Im Oberlinhaus in Potsdam-Babelsberg befindet sich in einem Eingangsbereich das Werk 5 Elemente aus Holz und Gewebe. Die Werke Aufwind I und Aufwind II wurden in der Stadt Rathenow in der Berliner Str. 9 und 67 im Auftrag der kommunalen Wohnungsbaugesellschaft KWR installiert. Die Arbeit Mündige Bürger wurde im Kreishaus Havelland, Rathenow im Dezember 2014 eingeweiht.

## Einzelbelege
1. ↑  Gerhard Göschel (Memento vom 2. April 2015 im Internet Archive). Brandenburger Theater. Eingesehen am 7. März 2015.
2. ↑  Vita (Memento vom 14. Februar 2015 im Internet Archive). Eingesehen am 7. März 2015.

| Personendaten    | Personendaten      |
| ---------------- | ------------------ |
| NAME             | Göschel, Gerhard   |
| KURZBESCHREIBUNG | bildender Künstler |
| GEBURTSDATUM     | 1940               |
| GEBURTSORT       | Wiener Neustadt    |